# Leptochloöpsis
Leptochloöpsis és un gènere de plantes de la subfamília de les cloridòidies, família de les poàcies. És originari de Puerto Rico i del centre i sud d'Amèrica.
Va ser descrit per Harris Oliver Yates i publicat a Southwestern Naturalist 11(3): 382. 1966. Alguns autors ho inclouen en el gènere Uniola.

## Taxonomia
- Leptochloopsis condensata (Hitchc.) Harris Oliver Yates	1966
- Leptochloopsis virgata (Poir.) H.O.Yates[2]